# فرنسيس دانا
فرنسيس دانا (بالإنجليزية: Francis Dana)‏ هو دبلوماسي ومحامي وقاضي أمريكي، ولد في 13 يونيو 1743 في Charlestown, Boston ‏ في الولايات المتحدة، وتوفي في 25 أبريل 1811 في كامبريدج في الولايات المتحدة.

## وصلات خارجية
- فرنسيس دانا على موقع الموسوعة البريطانية (الإنجليزية)